# Jag är den sista juden: Treblinka (1942–1943)
Jag är den sista juden: Treblinka (1942–1943) är en bok av Chil Rajchman (1914–2004), en av de femtiofyra människor som lyckades fly från det nazistiska förintelselägret Treblinka under andra världskriget. Boken, publicerad 2010, är med hans medgivande publicerad postumt och skrevs direkt efter flykten i en anteckningsbok. Boken är en rå och grovhuggen skildring av livet i lägret. 

## Recensioner
- Nils Schwartz recenserar boken i Expressen 9 februari 2010